# 赫里福德联足球俱乐部
赫里福德联足球俱乐部（英語：Hereford United Football Club）是位於英格蘭西密德兰赫里福德郡郡治赫里福德（Hereford）的職業足球俱乐部，成立於1924年，2007/08年獲得乙級聯賽季軍，升級甲級聯賽作賽，翌季排名墊底降回乙級聯賽，於2012年再降一級到英格蘭足球議會全國聯賽。
赫里福特聯於1972年2月5日以南部聯賽（Southern League）球隊身份在足總盃第三圈重賽加時2-1淘汰頂級聯賽球隊而廣為人識。同年季末奪得南部聯賽亞軍而獲選加入丁組聯賽，於1976年更升級到乙組聯賽。其後輾轉降回丁組聯賽（於1992年改稱丙組聯賽《第四級》），在1997年排於榜末而降級。赫里福特聯在足球協會全國聯賽渡過9個年頭，更飽受嚴重財赤困擾。赫里福特聯於2005/06年球季奪得全國聯賽亞軍，參加季後升級附加賽，準決賽兩回合累計4-3淘汰莫克姆，決賽加時3-2擊敗夏利法斯（Halifax Town）而重返乙級聯賽。
赫里福特聯的前領隊是格雷姆·特纳（Graham Turner），是英格蘭足球頭四級聯賽足球會中帶領球隊第二最長的領隊，僅次於曼聯的而比阿仙奴的多一年。特纳於1998年收購赫里福特聯的控制股權，拯救球隊免於破產及帶領球隊在一個大大改善財務的環境下重返英格蘭足球聯賽。特纳在球隊的12年半只曾購入兩名球員，合共花費4萬英鎊。部分曾效力的球員包括（Gavin Mahon）、（Gavin Williams）、保罗·帕里（Paul Parry）、（Michael McIndoe）、安迪·威廉姆斯（Andy Williams）及莱昴内尔·恩斯沃斯（Lionel Ainsworth）現時在較高級別的球隊中比賽。2009年4月22日格雷姆·特纳在球隊確定來季降級後，透露將會在球季結束後交出帥印，終止在球隊的14年任教生涯，但會留任主席及足球總監，4月24日由教練约翰·特里威克（John Trewick）接任領隊一職。但球隊成績不振，2010年3月8日约翰·特里威克被解僱，格雷姆·特纳再作馮婦，擔任看守領隊，但他於4月16日宣佈將所持有的股份全數沽清，讓球會注入新動力。
赫里福特聯自成立後即以埃德加球场（Edgar Street）為主場球場，由於球衣主色為白色是被稱為「白軍」（The Whites），亦因當地著名的「赫里福德牛」種而被暱稱為「公牛」（The Bulls）。球隊的格言：「我們最大的光榮不在於永不下墮，而是當我們下墮時升起。」（Our greatest glory lies not in never having fallen, but rising when we fall.）。

## 大事紀年
| 年 份   | 事 項                                                                                                  |
| ------- | --- |
| 1928-29 | 加入「伯明翰及鄰近地區聯賽」（Birmingham & District League）                                           |
| 1939-40 | 獲選加入「南部聯賽」（Southern League），參加「緊急戰時西區分組」（emergency wartime Western Section） |
| 1945-46 | 南部聯賽亞軍                                                                                           |
| 1950-51 | 南部聯賽亞軍                                                                                           |
| 1957-58 | 威爾斯杯晉身四強                                                                                       |
| 1958-59 | 南部聯賽西北地區冠軍。在附加賽 3-0 擊敗東南地區冠軍貝德福德（Bedford Town ），奪得南部聯賽總冠軍       |
| 1962-63 | 威爾斯杯晉身四強                                                                                       |
| 1964    | 南部聯賽超聯組（Premier Division）排第廿位，降級南部聯賽甲組（Southern League Division One）           |
| 1964-65 | 南部聯賽甲組冠軍，升級南部聯賽超聯組                                                                   |
| 1967-68 | 決賽兩回合分別 0-2 及 1-4 負於卡迪夫城，威爾斯杯亞軍                                                   |
| 1968-69 | 威爾斯杯晉身四強                                                                                       |
| 1969-70 | 威爾斯杯晉身四強                                                                                       |
| 1970-71 | 威爾斯杯晉身四強，足總錦標晉身四強                                                                     |
| 1971-72 | 南部聯賽超聯組亞軍，加入丁組聯賽                                                                       |
| 1972-73 | 威爾斯杯晉身四強，丁組聯賽亞軍，升級丙組                                                               |
| 1975-76 | 決賽兩回合累計 5-6 負於卡迪夫城，威爾斯杯亞軍，丙組聯賽冠軍，升級乙組                                  |
| 1977    | 乙組聯賽排第廿二位，降級丙組                                                                           |
| 1978    | 丙組聯賽排第廿三位，降級丁組                                                                           |
| 1980-81 | 決賽兩回合累計 1-2 負於，威爾斯杯亞軍                                                                  |
| 1981-82 | 威爾斯杯晉身四強                                                                                       |
| 1983-84 | 威爾斯杯晉身四強                                                                                       |
| 1985-86 | 威爾斯杯晉身四強                                                                                       |
| 1988-89 | 威爾斯杯晉身四強                                                                                       |
| 1989-90 | 決賽 2-1 擊敗，威爾斯杯冠軍                                                                            |
| 1990-91 | 威爾斯杯晉身四強                                                                                       |
| 1992-93 | 超聯成立，丁組改組為丙組《第四級》                                                                     |
| 1995-96 | 丙組《第四級》聯賽排第六位，附加賽第一輪兩回合累計 2-4 負於                                            |
| 1997    | 丙組《第四級》聯賽排第廿四位，降級協會全國聯賽                                                         |
| 2000-01 | 足總錦標晉身四強                                                                                       |
| 2003-04 | 協會全國聯賽亞軍，附加賽第一輪兩回合累計 1-1，十二碼 2-4 負於艾迪索特                                  |
| 2004-05 | 協會全國聯賽亞軍，附加賽第一輪兩回合累計 1-2 負於                                                      |
| 2005-06 | 協會全國聯賽亞軍，附加賽第一輪兩回合累計 4-3 擊敗莫克姆，決賽 3-2 擊敗夏利法斯，升級乙級聯賽           |
| 2007-08 | 乙級聯賽季軍，升級甲級聯賽                                                                             |
| 2008-09 | 甲級聯賽排第廿四位，降級乙級聯賽                                                                       |
| 2011-12 | 乙級聯賽排第廿三位，降班全國聯                                                                         |

## 會徽及隊色

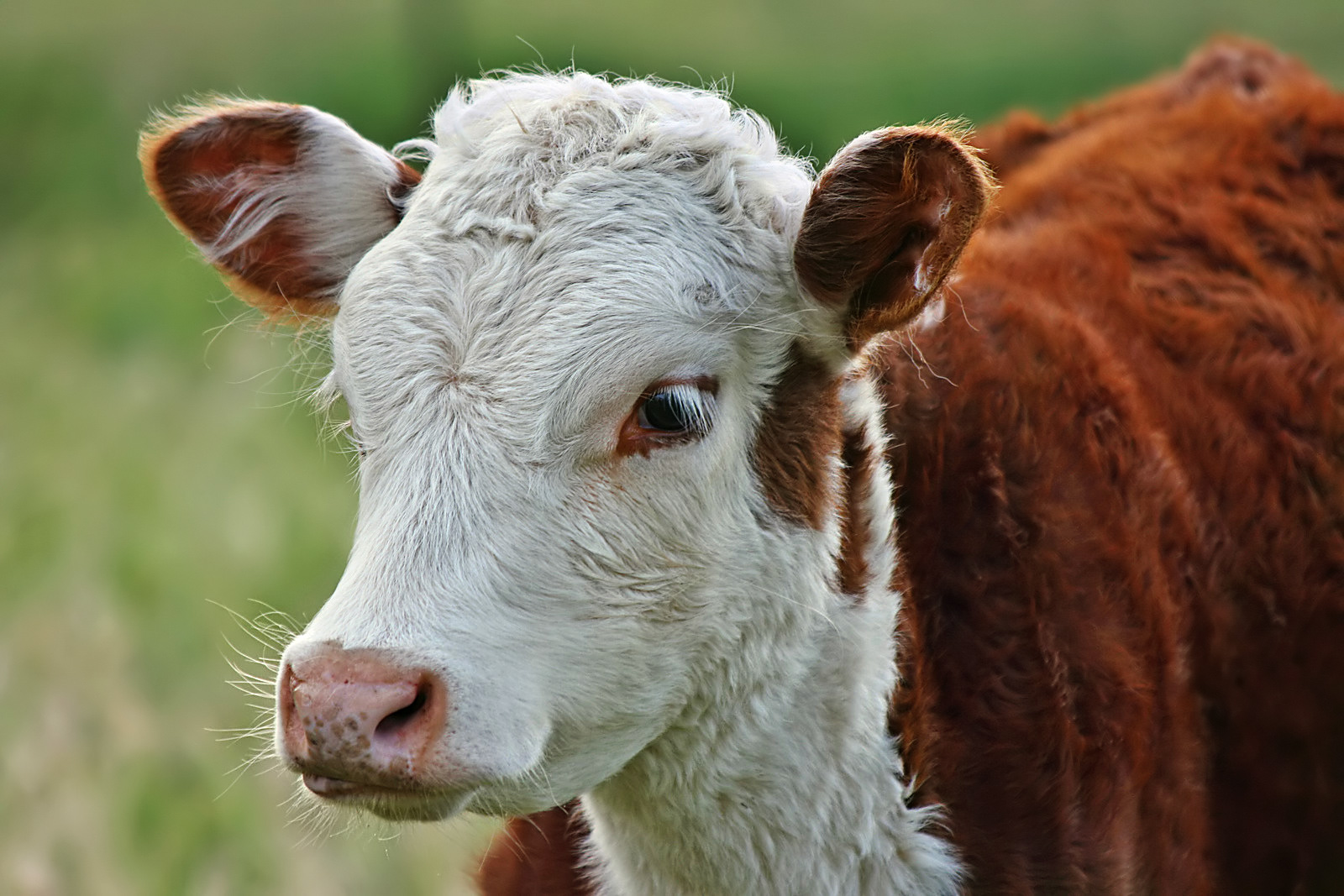
赫里福德牛

赫里福特聯原本穿著全白球衣，在第二次世界大戰末期，由於缺乏白色衣料，只有採用遮光的黑色窗簾布造短褲，自此開始改為白衫黑褲。但赫里福特聯間中會再穿全白球衣，最近的例子出現在2004/05年及2005/06年球季。赫里福特聯的作客球衣經常轉變，最近期採用黃色為主。現時赫里福特聯的球衣由耐吉製造，當地最大的雇主「日谷食品」（Sun Valley Foods）自1991年開始贊助赫里福特聯的球衣廣告，於2007年5月再續約 3 年，長達 19 年是英格蘭足球歷史其中最長的球衣贊助之一。
1971年以前赫里福特聯的球衣上並沒有繡上會徽，於1971/72年球季首次採用一隻「赫里福德公牛」的形象，其下加上球隊名字英文縮寫「H.U.F.C.」作為會徽。於1970年代亦曾採用球迷會的會徽。這些年來球衣上的會徽設計曾經更改，現時會徽上球隊的全名置於公牛的上及下方，而公牛的形象則大致沒有改動，約於1990年代早期更改完成，直到2003年才用於球衣上。

## 主場球場
赫里福特聯自1924年成立後已在埃德加球场（Edgar Street）進行主場比賽，近年因赫里福特聯財務困難而將球場的主權轉移，球隊的前東主將球場的租約交到欠大筆債款的地產發展商手上，當赫里福特聯降級到協會全國聯賽時，使用埃德加球场的前景不明朗，球隊可能被迫遷移。最終赫里福特聯與發展商取得協議，球場現在成為一項在赫里福德（Hereford）北部名為「埃德加街格子」（Edgar Street Grid）廣達 100 畝的大型重建計劃的一部分。
自1970年代中期以後球場沒有甚麼改變，現時的設備已過時及急需重建。其中「黑衣修士街看台」（Blackfriars Street End）的破損程度導致球場容量由接近 9,000 減少到 7,100，雖然官方於2007/08年球季初確認容量為 7,700 人。升級後球場進行包括設置新汎光燈、更衣室及在看台加設圍欄等改善工程以符合球場標準，更重舖球場草坪。赫里福特聯將向市議會提交重建計畫，發展商會將其 100 萬英鎊債款作為部分發展成本。

## 敵對球隊
歷史上赫里福特聯有著不少敵對球隊，在球隊仍然在南部聯賽作賽時，最強烈的敵對球隊是伍斯特（Worcester City）。而在1970年代到1980年代卡迪夫城及新港郡（Newport County）則被認定為敵對球隊。而到最近在協會全國聯賽的敵對球隊包括京达米士特、 及谢斯伯利，其中梳士貝利更被目為眼中釘。其他如格林森林流浪亦被視為敵對球隊。

## 榮譽
- 乙組聯賽：最佳成績 第 22 位，1976-77年
- 丙組聯賽：冠軍，1975-76年
- 丁組聯賽：亞軍，1972-73年；附加賽，1995-96年
- 足球協會全國聯賽：: 亞軍，2003-04年、2004-05年、2005-06年；附加賽冠軍，2005-06年
- 南部聯賽：亞軍，1945-46年、1950-51年、1971-72年
- 足總盃：最佳成績 第 4 圈，1971-72年、1973-74年、1976-77年、1981-82年、1989-90年、1991-92年、2007-08年
- 威爾士杯：冠軍，1989-90年；亞軍，1967-68年、1975-76年、1980-81年
- 南部聯賽盃（英语：Southern League Cup）：冠軍，1951-52年、1956-57年、1958-59年

## 著名球員
- （Steve Bull）
- 约翰·查尔斯（John Charles）
- 特里·佩因（Terry Paine）
- （Kevin Sheedy）

## 註腳
1. ↑  .   [2022-02-13]. （原始内容存档于2008-03-07）.
2. ↑  .   [2008-02-20]. （原始内容存档于2008-03-08）.
3. ↑  Longest Serving Managers 的存檔，存档日期2007-10-18.
4. ↑  .   [2008-02-20]. （原始内容存档于2015-09-25）.
5. ↑  .   [2022-02-13]. （原始内容存档于2007-11-12）.
6. ↑  Turner's Bulls on a League Charge 的存檔，存档日期2007-12-16.
7. ↑  . BBC Sport. 2009-04-22  [2009-04-22]. （原始内容存档于2020-05-03） （英语）.
8. ↑  . BBC Sport. 2009-04-24  [2009-06-12]. （原始内容存档于2020-05-03） （英语）.
9. ↑  . BBC Sport. 2010-03-08  [2010-06-11]. （原始内容存档于2020-05-03） （英语）.
10. ↑  . BBC Sport. 2010-04-16  [2010-06-11]. （原始内容存档于2012-04-29） （英语）.
11. ↑  《Hereford United: The League Era》，Parrott, Ron (1998)，Desert Island Books，ISBN 1-874287-18-X，第 10 頁
12. ↑  .   [2008-02-20]. （原始内容存档于2007-11-12）.
13. ↑  .   [2008-02-20]. （原始内容存档于2015-09-25）.
14. ↑  .   [2008-02-20]. （原始内容存档于2008-03-06）.
15. ↑  Pitch work completed 的存檔，存档日期2007-10-24.
16. ↑  Edgar Street Development Update 的存檔，存档日期2009-01-22.

## 外部連結
官方
- Hereford United Official Website
- Graham Turner Column (Hereford Times)

一般
- Bulls News （页面存档备份，存于）
- Hereford Times
- Bulls Banter - Independent Bulls Forum
- Independent Hereford United Online Archive （页面存档备份，存于）
- HUFC In Action - Match Photos
- BOLSA